# Spirit in the Night
«Spirit in the Night» es una canción escrita y grabada originalmente por el cantautor estadounidense Bruce Springsteen para su álbum debut Greetings from Asbury Park, NJ (1973). Fue el segundo sencillo lanzado del álbum. Una versión interpretada por Earth Band de Manfred Mann bajo el título "Spirits in the Night" fue lanzada en el álbum Nightingales and Bombers.

## Versión original
La versión original de "Spirit in the Night" fue lanzada en el álbum debut de Bruce Springsteen, Greetings from Asbury Park, NJ. Fue una de las últimas canciones en ser escritas y grabadas para el disco. Springsteen y el productor Mike Appel enviaron el álbum terminado a Columbia Records el 10 de agosto de 1972, pero Clive Davis, presidente del sello discográfico, estaba preocupado porque ninguna de las canciones tenía el atractivo comercial necesario para ser lanzada como sencillo.  Springsteen escribió rápidamente y grabó el 11 de septiembre dos canciones adicionales: «Spirit in the Night» y «Blinded by the Light».   Dado que las sesiones de grabación se completaron a finales de junio, la mayoría de los miembros de la banda ya habían comenzado a trabajar en otro lugar. Como resultado, la formación para "Spirit in the Night" se limitó a Vini López en la batería y Springsteen en todos los demás instrumentos, pero contó con la incorporación de Clarence Clemons en el saxofón, agregando una nueva dimensión a la música.
Aunque la mayoría de las canciones de Greetings from Asbury Park, NJ estaban repletas de letras hasta el punto de que a veces abruman los arreglos musicales,  "Spirit in the Night" ha sido descrita como la única canción del álbum en la que la música y la narrativa encajan.  La forma de tocar el saxo de Clemons y la batería de López coinciden con la libertad y la exuberancia descritas en la letra. La letra en sí describe a un grupo de adolescentes (Wild Billy, Hazy Davy, Crazy Janey, Killer Joe, G-Man y Mission Man, que es la persona que cuenta la historia en la canción) que van a un lugar llamado "Greasy Lake" cerca de la "Ruta 88" para pasar una noche de libertad, sexo y alcohol.   Pero aunque su escape a la libertad de Greasy Lake es de corta duración, el énfasis está en la unión de los amigos. La letra de la canción hace eco de los poemas Crazy Jane del poeta irlandés William Butler Yeats. 

### Actuaciones en vivo
Aunque el lanzamiento de la canción como sencillo no tuvo éxito, "Spirit in the Night" fue una de las favoritas en los conciertos de Springsteen hasta la década de 1980.  Versiones en vivo de la canción han aparecido en la compilación de 3 CDs Live/1975–85 y en las versiones en CD y video de Hammersmith Odeon London '75, lanzado en 2006. Una versión con Springsteen tocando la canción solo al piano aparece en el DVD de 2003 Live in Barcelona. Esta versión es memorable ya que Springsteen tiene que comenzar el tercer verso nuevamente después de tocar los acordes equivocados en el piano. La versión de estudio de la canción también fue lanzada en el álbum recopilatorioThe Essential Bruce Springsteen en 2003.
Con 572 presentaciones en vivo hasta mayo de 2020, "Spirit in the Night" es, detrás de "Growin' Up", por lejos la canción más reproducida de Greetings from Asbury Park, NJ. La canción en vivo implica una importante participación del público, el cual canta el verso "all night" durante el coro mientras Springsteen interactúa muy de cerca con las primeras filas, a veces incluso tirándose al foso. En la década de 1970, Springsteen, que tenía 20 años, solía tocar "Spirits" en tercer lugar y todas las noches se aventuraba a salir entre el público, a veces acompañado de Clarence Clemons.

### Personal
Según los autores Philippe Margotin y Jean-Michel Guesdon: 
- Bruce Springsteen – voz, bajo, piano, congas, palmas
- Vini "Mad Dog" Lopez – batería, palmas
- Clarence Clemons – saxofón, coros, palmas
- Harold Wheeler – piano